# 鉄腕アトム (アニメ第1作)

大泉アニメゲートに設置されている「ねりまアニメ年表」の一コマ。

鉄腕アトム (アニメ第1作)（てつわんアトム）では手塚治虫原作の漫画『鉄腕アトム』のアニメ第1作目を解説する。
フジテレビ系列にて、1963年1月1日から1966年12月31日まで放送。全193話。一部を除きモノクロ作品。
日本で最初の本格的な1話30分の連続TVアニメ、日本初の国産ロボットアニメである。

## 声の出演
登場人物の設定は登場キャラクター
- アトム：清水マリ、田上和枝[注釈 2]
- お茶の水博士：勝田久
- ウラン：水垣洋子、武藤礼子（57話）、芳川和子（60・65・71・73話）、芳賀容子（78話）
- コバルト、星野光一：小宮山清
- ヒゲオヤジ：矢島正明、和田文雄（18話）
- 天馬博士：横森久、高塔正康（107話）、小林清志（172話のみ）
- サルタン、空港長・月岡：横森久
- 田鷲警部：兼本新吾、千葉耕市（2・13話）
- 中村警部、ノース2号：坂本新兵
- アトムのパパ：戸田皓久（9話）、奥村晃（13・43・192話）、藤岡琢也（17・20・28・100・103・165話）、西村淳二（52話）、勝田久（54話）、小池泰光（62話）、松村彦次郎（65話）、石原良（68話）、峰竜次（72話）、文部おさむ（83・107・166・173・182話）、坂本新兵（105・179話）、矢田耕司（118話）、富田耕吉（124・193話）、肝付兼太（169話）、高塔正康（178話）、峰恵研（181話）、他
- アトムのママ：瀬藤文子（9話）、太田淑子（17話）、牛込安子（30話）、野沢雅子（43話）、清水マリ（52・54話）、三木弘子（62話）、野村道子（65・105・118話）、水垣洋子（68話）、山本圭子（72話）、江波厚子（83話）、池田昌子（100話）、田上和枝（107話）、北浜晴子（165話）、平井道子（169話）、杉田郁子（178話）、藤田淑子（179話）、山口奈々（181・182・183話）、富田千代子（193話）、他
- カズスケ：松島みのり
- 大目タマオ：滝沢茂、池田秀一（20・33話）、花房正（61話）、藤田淑子（179話）
- シブガキ：三木広治
- プルートウ、灰戸博士：北山年夫
- モンブラン：仲村秀生
- ヘラクレス、ゲジヒト警部：城達也
- フーラー博士：千葉順二
- ブランド：相模武
- レイモン市長、ボックス、ボム博士、憲兵隊長、ハッサム：納谷悟朗
- ロボット・シラノ：増岡弘
- ロボイド：肝付兼太、今西正男
- ミドロが沼のトカゲ：熊倉一雄、他
- 気体人間：熊倉一雄
- バリバリ博士：緒方敏也
- クレオパトラ：前田敏子
- フリーザー、戸車、マハーリ：塩見竜介
- ベム：菅谷政子
- ランプ：田口計
- ハムエッグ：江幡高志、大塚周夫（187・188・189話）、肝付兼太（代役）
- リンタロー：市村昌治
- スカンク草井：家弓家正
- 金三角：根本嘉也（14・22話）、飯塚昭三（136話）
- 水星の冷人：前田昌明（110話）
- 青騎士、ホームスパン：金内吉男
- ロッス博士：永井一郎
- ガストン：兼本新吾
- トムソン：田中信夫
- ロボットP：高城淳一
- ブラックルックス、月岡月男、パール星人隊長、デッド・クロス殿下、ブロンX、ダン、ロボット三銃士、ニュースキャスター、実況アナウンサー、山本えいいち、ロビオ、タップ、トビオ：市川治
- ラフレシア：新井和夫
- テンポ博士：依田英二
- ルシア、キピア、ユミ(127話)他：増山江威子
- ロボット学校校長：大宮悌二
- ノールス記者：八代駿
- ヌーボー：大塚周夫
- ブルボの母：坪井章子
- ヘラルド博士：大木民夫
- ヤコレフ博士：西桂太
- ナレーター：谷津勲、矢島正明（180・188話）、他

## スタッフ
- 総監督：手塚治虫
- 文芸・チーフディレクター（後期）：石津嵐
- 音楽：高井達雄
- 作画：坂本雄作、石井元明、山本繁、瀬山義文、永島慎二、内野純緒、坂口尚三、沼本清海、藤本四郎、北野英明、青木茂、岡迫亘弘、田中英二、中村和子、林重行、赤堀幹治、正延宏三、石黒昇、樋口雅一、アートフレッシュ（杉井儀三郎、杉井興治、出﨑統、奥田誠治、吉川惣司、宇田川一彦）、スタジオ・ゼロ演出部（石ノ森章太郎、藤子不二雄（藤本弘、安孫子素雄）、つのだじろう、角田喜代一（つのだじろうの長兄）他）他
- 美術：松本強、半藤克美、八村博也、大脇章子、平林茂、陶山尚治、川崎（石津）節子、吉原一輔 他
- トレス：白川成子、進藤八枝子、杉井正子、大内充子 他
- 彩色：松本双葉、鶴田淑子、石井真郷 他
- 特殊効果：土井通明
- 撮影：佐倉紀行、広川和行、三沢勝治、原屋楯男、高橋澄夫、日下部光雄、須藤省三、土屋旭、佐野征彦、山浦栄二、熊谷幌史、清水達正、大岩久剛、TCJ映画部 他
- 編集：古川雅士、松浦典良、下山南、札木幾夫
- 進行（制作、作画、技術）：川畑栄一、石津嵐、片岡忠三、高橋健一、柴山達雄、河井竜、須藤省三、富野喜幸、森柾、若尾博司、明田川進、岸本吉功、黒川慶二郎、高橋良輔、上梨壱也、鈴木良武、田代敦巳、諏訪武夫
- 資料：野崎欣宏、飯塚正夫
- 音響：アオイスタジオ（大野松雄、柏原満）
- 録音演出・フジテレビ担当：別所孝治
- 制作協力：スタジオ・ゼロ（第34話「ミドロが沼の巻」の下請け）、ピー・プロダクション（第93話から第144話まで下請け制作）など
- 広告代理店：萬年社（穴見薫）
- 制作：虫プロダクション

## 主題歌
- オープニング1：「鉄腕アトム（インスト）」（1 - 30話）
作曲 - 高井達雄

高井に手塚自ら電話で「3パターン作って」と依頼があり、虫プロダクションから帰る際にその最寄り駅の富士見台駅から池袋駅までの西武池袋線での約15分の間にこのメロディーを作曲した。子供向けでないとして誰も評価してくれなかったが、手塚の熱烈な推薦により採用されたという。
- オープニング2：「鉄腕アトム」（31 - 193話。185話は除く）
作詞 - 谷川俊太郎 / 作曲 - 高井達雄 / 歌 - 上高田少年合唱団

谷川の回想によると、手塚自身から電話で作詞を依頼されたいう。谷川が印税を自分で計算すると1億円になったが、虫プロが出せる額ではないと考えた谷川は虫プロに著作権の買い取りを提案し、50万円で虫プロが買い取ったと証言している。
アメリカでの放映の際に英語の歌詞が先に付き、それを見たフジテレビと萬年社が「うちも日本語の歌詞が必要だ」として谷川に依頼したという（前述の佐藤利明の話による）。
- エンディング：「鉄腕アトム（インスト）」

作曲 - 高井達雄

## オープニング（演出）
オープニングには、前期・中期・後期の3つのバージョンが有る（前期は、インスト・歌有りの2種類あり、インスト版にもバージョン違いが存在するがこちらは収録されていない）。内容は次の通り。
前期（第1 - 76話）
アトムが空を飛びながら、フランケン、ホットドッグ兵団などの悪人達を退治し、最後は地面に立った所で、画面中央に「提供 明治製菓」のテロップが映し出される。なお、インスト版は第1-30話までの使用とされているが、「恐龍人の反乱の巻」本放送当時の録音によればこの頃にも別バージョンのインスト版が使用されていたようである。
中期（第77 - 139話）
空飛ぶアトムが、怪獣に襲われたウランを助け、悪人を退治しながら、ウランと共に世界各国の上空を飛ぶ（それを追うお茶の水博士）。ラストは2人で地面に立った所で、下に雲のようなものが現れ、それが「提供 明治製菓」のテロップとなる。
後期（第140話 - 第193話。第185話は除く）
雷雲を突き抜けたアトムが、飛行機の脇→海上→スイス→未来都市の順で空を飛び、ラストは地面に立つ。
第185話はこの回が通算200回になった記念として、アニメの制作風景などで構成、スタッフを初め、担当声優の清水マリ（アトム役）・勝田久（お茶の水博士役）らがゲスト出演した。
これらの内、後年の再放送や懐かしのアニメ特集、さらにビデオソフト版では、もっぱら後期バージョンの物が使われている。2002年に発売したDVDでは、前期前半・前期後半・中期のオープニングが映像ソフトで初めて収録された。
なお、日本映画専門チャンネルの『手塚治虫アニメシアター』では、第56話を除く全話が後期バージョンで放送された（第56話は、1980年にリバイバル上映された時のオープニングを使用）。ただし別枠で、第116話&第117話が中期バージョンで放送された。
NHK BSプレミアムでの再放送時は、NHK固有の制約で提供テロップになる前に映像が止まっている。

## エンディング（演出）
エンディング映像は2バージョン有り、前期（第88話まで）はアトムの表情などで構成された静止画バージョン、後期（第89話以降）は未来都市の上をアトムとウランが飛ぶ動画バージョンとなっている。双方とも映像には余白の部分が有るが、本放送当時は各話のスタッフやキャストのテロップが合成されていた。なお、フィルムの画面に楕円が出ているところでは、明治製菓のマークが合成されて放送されていた。
上記2バージョンは現在ソフト化や配信されているもので確認することが出来るが、「恐龍人の反乱の巻」本放送を録音した音源によればエンディングにも歌有りの｢鉄腕アトム｣が使用されていたようであるが、こちらのバージョンは収録されていない。
また上記の通りこの話数の頃にもオープニングにインスト版が使用されていたようでありオープニングとエンディングでどちらが先に歌有りに切り替わったのかは不明。
なお『手塚治虫アニメシアター』で放送された際には、一貫して後期バージョンを使用し、スタッフなどのテロップは合成されなかった。その事に関してのお断りは、初期はED放送中にテロップされていたが、後に放送後にブルーバックで表示された。
本放送当時には女性ナレーターがインスト版「鉄腕アトム」に合わせた形で行う次回予告が行われていたようであるが、これはいずれのソフトにも配信にも収録されていない。

## 視聴率
- 初回視聴率：27.4%
- 最高視聴率（ニールセン調べ、関東地区）：40.7%（1964年8月29日放送、第84話「イルカ文明」）[5]
- 最高視聴率（ビデオリサーチ調べ、関東地区）：40.3%（1964年3月14日放送、第63話 「人工氷山」）[6]。

## 各話リスト
- 年末特番であった第53話は、16mmフィルムが発見されたため1998年版LD-BOXより収録。
- 外注プロ制作の、第34話、125話、127話、139話、163話、191話はフィルムが現存せず、DVDでは音声シネテープと映像素材（34話は米版ビデオ映像、125、127、および139話は場面写真と絵コンテ、163、および191話は本編ネガ）を元に復元収録されている。その後、125、127話はフィルムが発見され、Rチャンネル内の手塚プロダクションTVで公開された[7]。
- 放映期間中の4年間に全部で193話が作られた。それ以外に、製作が間に合わなかったためのリピート放送（過去のエピソードを再び流すこと）が全部で17回あった。それらを挙げておく。
  - 1964年1月11日：「白い惑星号」
  - 1964年4月18日：「ミュータント」
  - 1964年5月30日：「ウランちゃん」
  - 1964年8月8日：「想い出の日」
  - 1964年10月17日：「ロボットランド」
  - 1965年3月20日：「エジプト陰謀団」
  - 1965年6月12日：「人工衛星R-45」
  - 1965年6月26日：「マッドマシーン」
  - 1965年8月7日：「十字架島」
  - 1966年3月12日：「海底探検」
  - 1966年6月18日：「幽霊船」
  - 1966年7月16日：「イルカ文明」
  - 1966年8月13日：「デッドクロス殿下」
  - 1966年9月17日：「細菌部隊」
  - 1966年10月15日：「新かぐや姫」
  - 1966年11月12日：「ロボット競技大会」
  - 1966年12月10日：「人工氷山」

## 商品化権の概念の確立
本作は日本のキャラクターとしては初めて商品化権の概念を確立した。本作の関連商品は日本のアニメキャラクターで初めて著作権表示をつけたとされている。本作以前のキャラクター商品は海賊版が当然であり、著作権者に許諾を求めることも、使用料を支払うこともほとんどなかった。
手塚治虫も本作ではそれでいいように考えていたが、ディズニーと取引があったセイカノートがディズニーの許諾業務のノウハウを手塚に教えたのである。セイカノートの狙いは商品化権の独占にあり、商品化権を取得していない同業他社を排除することにあったのだが、結果として著作権者に使用料が払われるようになり、赤字体質だった虫プロを救い、テレビアニメに商業性があることを示した。
もっとも、『アトム』商品が市場に登場したのは放映開始から3ヶ月後である。放映開始が元旦で、当初は半年で放映が終わる予定だった。つまり3ヶ月で『アトム』の知名度を上げ、残り3ヶ月で商品を流通させる計画だったことになる。となると「制作費の不足を商品化権収入で補う」というよりは「制作費の赤字を放映終了までにできるだけ減らす」という「守り」の発想だったのではないか、とする説もある。

## 制作秘話

### 費用
「当初の制作費は1話当たり55万円であった」と手塚が生前に書いたり語ったことがあちこちに引用され定説化してしまっている。しかし、各種の資料や当時の関係者の証言などを再調査した津堅信之は、実際には代理店より1話当たり155万円が支払われており、放映終了の頃には300万円を越えていたとしている。
もっとも、『ジャングル大帝』の総監督を務めた山本暎一によると、工業簿記を取り入れて1日単位で制作費管理をした『ジャングル大帝』に対して、『アトム』は簿記管理体制を最終回まで使っておらず、さらに『アトム』では手塚社長による脚本、絵コンテ等のチェックが行われるやり方だったために「先生待ち」（まんが家として超多忙だった手塚はなかなか時間を割いてくれなかった）で制作作業が止まってしまってスタジオがフル稼働できずそのぶん人件費がかさむという悪循環が続き、そのためカラー制作の『大帝』よりも白黒の『アトム』のほうが実制作費がかかったという。

### 原作ストック
放映開始時にはそれまで10年以上の長期にわたって月刊誌で連載された漫画原作のストックがあった。しかし、1つのエピソードを月刊連載の数回分で完結させていた原作に対し、アニメでは原作の1つのエピソードを毎週放送の1回分で完結させたので（例外は前編と後編に分けた「史上最大のロボット」と「青騎士」だけ）、原作のストックはたちまち使い尽くされてしまった。このため、すでにアニメ化したエピソードをアレンジし直したり、別の手塚漫画作品などを元にしたオリジナルなアトムのエピソードが多数を占めるようになった。
後に映画『ミクロの決死圏』の元ネタではないかという説の出た第88話「細菌部隊」も、手塚が1948年に発表した漫画『吸血魔団』がベースである。また、7話「アトム大使」は183話「宇宙から来た日本人」、9話「ブラック・ルックス」は77話「ケープ・タウンの子守唄」とタイトルを変更してリメイクを制作され、8話と181話「幽霊製造機」のように全く同じタイトルで2度制作されたエピソードもある。
手塚原作にはない完全にオリジナルなストーリーは、辻真先や後にSF作家となる豊田有恒などが執筆した。
『鉄腕アトム』の放送エピソードに翻案されて用いられた手塚治虫原作の漫画作品としては、以下のものがある。
- 第23話「ミュータント」 - 『ケン1探偵長』の「殺人アブ事件」
- 第31話「黒い宇宙線」 - 『ライオンブックス』の「くろい宇宙線」
- 第35話「人間牧場」 - 『人間牧場』
- 第36話「プイプイ教」 - 『旋風Z』
- 第56話「地球防衛隊」 - 『ナンバー7』
- 第58話「13の怪神像」 - 『ハリケーンZ』の「13の怪神像事件」
- 第73話「ビッグタイタン」 - 『魔神ガロン』
- 第74話「地底探検」 - 『オズマ隊長』
- 第80話「ヒューマノイドビル」 - 『オズマ隊長』
- 第88話「細菌部隊」 - 『吸血魔団』（リメイク版は『38度線上の怪物』）
- 第98話「ゼオの遺産」 - 『偉大なるゼオ』
- 第128話「インカ帝国の宝」 - 『ボンゴ』

### 設定
本作では、アトムの誕生日は2013年4月1日という設定（原作では2003年）。
『アトム』原作から続くテーマの1つに人種差別があるが、それを正面から取り上げた第9話「ブラックルックスの巻」は米国では放映されなかった。

### 製作環境
製作環境は凄まじく、特に放映初期に関しては様々な証言が残されている。その後は安定したかというとそうでもなく、途中から参加した富野喜幸は「製作が放映に間に合わない時には以前のフィルムから使えそうな部分をツギハギして1話分でっち上げた」と後に述懐している。これは主要スタッフが『ジャングル大帝』に異動し、半ば放置されたためである。一説にはこの時の富野の経験が、『機動戦士ガンダム』の軍艦ホワイトベースのプロットのモデルになったとも、この時に富野が「既存のフィルムに最小限の新作を繋ぎ合わせて一作品でっち上げる」技法を身に付けた、とも言われている。
第34話「ミドロが沼の巻」は、手塚治虫本人からの依頼で、スタジオ・ゼロが作画を担当したが、担当者（鈴木伸一・石ノ森章太郎・藤子不二雄（藤子・F・不二雄、藤子不二雄A）・つのだじろうら）毎にキャラクターのタッチが異なってしまっていた為、その後は虫プロからの発注は2度となかった、この回のフィルムは長らく行方不明となっていたが、アメリカで放映されたフィルムが発見され、日本語版の音声テープを組み合わせて2002年にDVD-BOXが発売された際には復元された。鈴木らは、フィルムが行方不明になった理由について「作画が気に入らなかったので手塚が破棄したのではないか」と考えていたという。それに対し、当時スタッフの1人であったりんたろうは「手塚は周囲にとても気を遣う人だったので、外部の人に作ってもらったものを捨ててしまうとは考えられない」と述べている（2002年に放送されたNHKBSの番組のインタビューによる）。
1965年からは、虫プロは『鉄腕アトム』に加えて『ジャングル大帝』『W3』の制作を並行して開始して、生え抜きスタッフはこぞって『ジャングル大帝』に参加した。そのため、手塚治虫本人から旧知のうしおそうじが率いるピープロへ原動画以降の外注を依頼。1965年1月23日放送の104話「悪魔の風船」から1クールの予定が、都合3クール分の39本の外注となった。
この他にも、TCJから独立した大西清が設立した大西プロが、1965年9月18日放送の134話「脱出作戦」から月に1本ということで制作を請け負った。
第1話の試写会は東京劇場で行われたが、前日に映写機が壊れたため、当日は漫画家の松本零士の私物を借りて行われた。

### カラー
第56話「地球防衛隊」のみ試験的にカラーで制作された。ただし、放送自体はモノクロで行われている。この回は40.3%（ニールセン調べ、関東地区）の視聴率を記録した。このエピソードは後に再編集されて劇場公開もされた（下記を参照）。

### 放送局の決定
本作は手塚がフジテレビに企画を持ち込み、実現したと巷間伝えられるが、フジテレビの別所孝治プロデューサーによれば、実際には当時萬年社の制作課長だった穴見薫が仕掛け人だったという。虫プロのアニメーターに穴見の妻となる中村和子がいたことで手塚と関わりを持ち、スポンサーに明治製菓（現・明治）を引っ張ってきてこれを実現し、この縁で穴見は虫プロに常務待遇で迎えられることとなったそうである。
アニメ演出家の白川大作（フジテレビ幹部白川文造の兄）によると、放送局は萬年社が決めることになっており、日本テレビで決まりかけていた。しかし弟の文造経由でアニメ化の情報を入手したフジテレビが先んじて動き、フジでの放送となったという。

### 番組終了
最終回「地球最大の冒険」は1966年の大晦日に放送された。内容は地球を救うための太陽活動を抑える装置を載せたロケットをアトムが抱えて太陽に突入するというもので、当時の子供達に与えた影響は大きかった。

視聴率はこの時点でも20%を超え好調だったが、終了は輸出先のアメリカのテレビがカラー化が進行していてモノクロの本作品が売れなくなったこと、長期に渡る放送でアトムの商品イメージが限界に来たというスポンサーの明治製菓の意向が理由であった。終了はテレビで予告されて、視聴者の母子からは続行を希望する手紙が殺到したという。
この最終回の続編として手塚が1967年1月24日より執筆したのが、サンケイ新聞連載版『鉄腕アトム』（単行本化の際に『アトム今昔物語』に改名）である。それとは別に、1972年4月から小学館の学習雑誌『小学二年生』『小学四年生』に別設定で連載した。
放映期間中の1965年10月16日に放送された『スター千一夜』に、漫画・アニメの登場人物としては初めてアトムがゲスト「出演」し、三木鶏郎（司会）・手塚治虫と対談した。この出演パートは新たに作画を起こして制作され、完成には約5か月を要した。

## 劇場版
『鉄腕アトム』劇場アニメはいずれも（未完含め）テレビアニメ第1作の派生作品のため本項で解説する。

### 鉄腕アトム 宇宙の勇者
1964年7月26日、日活系封切、日本初のテレビアニメからの劇場版アニメ作品。併映作はユーゴスラビアの児童映画『ぼくらの冒険旅行』。
『宇宙の勇者』は正式サブタイトルだが、オープニングではクレジットされていない。
テレビ版の第46話・第56話（上記）・第71話を劇場用にブローアップし再編集した作品。これらの内、第56話はテレビでは使用しなかったカラー版を使用、また第71話は一部がカラー化された。更にプロローグやつなぎ部分が新しく作画、また第46話で失敗したアトムをお茶の水博士が慰める場面では、第1話のアトム誕生秘話を流用した。
当初、映画化に名乗りを上げたのは松竹で、虫プロと共同制作する予定だった。だが松竹では、業績不振から城戸四郎の社長復帰という上層部の入れ替えに伴い、製作方針の転換で映画化を断念した。それを知った東宝と日活は虫プロに自主制作を勧めた結果、配給権は日活が獲得した。
期待された割には興行成績は振るわず、5日前に東映で公開されたまんが大行進（『鉄人28号』『狼少年ケン』などのブローアップ再編集作品で構成）に敗れてしまった。理由は色々だが、一番なのは「アクション映画路線で売った日活で上映したため」だと言われる。
2025年3月30日、NHK総合テレビにてAI彩色によるリマスターを施した全編フルカラー版が放送された。なお台詞はそのまま使用された。
- 原作・構成・制作 - 手塚治虫
- 脚本 - 山本暎一、林重行、鈴木良武
- 演出 - 山本暎一、林重行、高木厚
- 原画 - 山本繁、瀬山義文、北野英明、青木茂、岡迫亘弘、田中英二、赤堀幹治
- 動画 - 沼本清海、上梨壹也、正延宏三、森安夫、出崎統、渡辺邦男、西牧秀雄
- 美術 - 松本強、八村博也、大脇章子、半藤克己
- 資料 - 野崎欣宏、飯塚正夫
- 撮影 - 佐倉紀行、清水達正、広川和行
- 編集 - 古川雅士
- 音楽 - 高井達雄
- 音楽構成 - 大野松雄

### 幻の完全新作版
1966年7月に上映される『フランケンシュタインの怪獣 サンダ対ガイラ』の併映として、東宝系で『鉄腕アトム ロボット大戦争』の公開が予定されていた。こちらは、テレビの再編集版ではなく、フルアニメの完全新作ということだったが、監督の坂本雄作が納得する脚本を執筆できずにいるうちにスケジュール的に無理となり、実現には至らなかった。代替作としてテレビアニメ『ジャングル大帝』のブローアップ再編集版が急遽制作された。なお、没となったストーリーはその後テレビシリーズの第175、176話（「ロボット大戦争」前後編）として1966年の7月23、30日に放送された。脚本は映画の監督だった坂本雄作が担当。

### 鉄腕アトム 地球防衛隊
1980年3月20日、大映系封切。併映は、『宇宙怪獣ガメラ』。
1964年公開の『鉄腕アトム 宇宙の勇者』から、第56話のみ選ばれて上映。opは青色彩でカラー化されておりedは新作で、このopは、日本映画専門チャンネルで放送された第56話に使用。
DVD「手塚治虫長編三部作」の映像特典として初ソフト化された。

## 評価
原作者の手塚治虫は、科学的合理主義への疑問や警告をテーマとしていた原作漫画に対し、アニメ版では単純な科学文明礼賛となっており、「アトムが正義の味方となって何らかの悪者を倒す」という勧善懲悪のパターンが定着したことに対して極めて不満を感じていた。後にリメイクする理由としている。
当時のテレビ制作費では紙芝居が限界と言われており、東映動画（現 東映アニメーション）のスタッフも「ここにきてる連中は、皆、画を動かすためにきてる」と自負していた。大塚康生ら、当時東映動画で長編アニメーションを手がけていた人々の間では、動画の動きの少ない本作を評価する人は皆無だった。しかし本作が爆発的な人気を得たことに対して自分たちの仕事を否定されたような衝撃を受けたという。
一方、前述の通り実際に納品に際して支払われた額には諸説あるが、フジテレビは本作で投入額に対して莫大な利益を上げたといわれている。これが後の日本におけるテレビアニメの大隆盛を呼んだ反面、アニメーターの低賃金の労働環境を生み出したとも語られる。しかし手塚はそれに対し存命中にこう反論している。
本作のスタッフでもあるアニメ監督の杉井ギサブローは、従来の動きが主であったアニメーションを、ストーリーが主であるアニメという別ものに作り変えたことで、今日の日本アニメの流れを作った作品であるとしている。
2013年4月にフランス・カンヌで開かれた国際番組見本市MIPTVにより、世界のテレビを変えた50作の1つに本作が選ばれた。
「鉄腕アトム大全」というLD-BOXが発売された際、22万円の商品が1500セット程度売れたとされる。

## 放送局
本放送キー局は制作局のフジテレビだが、この当時、フジテレビ系の局は大半が未開局で、FNS自体も未構成だった。フジサンケイグループのテレビ局が未開局のエリアへのネットは、日本テレビ系あるいはTBS系参加局が多い。
◎＝フジテレビ系、●＝日本テレビ系、△＝TBS系、☆＝NETテレビ（現・テレビ朝日）系
- フジテレビ◎（制作局）：火曜 18:15 - 18:45 → 土曜 19:00 - 19:30
- 札幌テレビ●◎（現在●）：木曜 12:15 - 12:45（1963年1月10日 - 2月7日） → 日曜 9:15 - 9:45（1963年2月10日 - 10月27日） → 日曜 9:00 - 9:30（1963年11月3日 - 1967年1月1日）[42]
- 青森放送●（その後●☆→現在●）：火曜 18:15 - 18:45 → 火曜 18:00 - 18:30[43]
- 岩手放送（現・IBC岩手放送）△：日曜 9:30 - 10:00[44]
- 秋田放送●：火曜 18:15 - 18:45[45]→ 火曜 18:00 - 18:30[46]
- 山形放送●（その後●☆→現在●）：火曜 18:15 - 18:45[43]
- 仙台放送◎●☆（現在◎）：火曜 18:15 - 18:45 → 土曜 19:00 - 19:30[47]
- 福島テレビ●△（その後△◎→現在◎）：火曜 18:15 - 18:45 ※1963年4月の開局より[48]
- 山梨放送●
- 新潟放送△：土曜 19:00 - 19:30[49]（1963年3月30日[50]から1966年12月31日まで放送[51]）
- 信越放送△：土曜 19:00 - 19:30
- 静岡放送△：土曜 16:00 - 16:30
- 北日本放送●：火曜 18:15 - 18:45 [52]（1963年10月1日[53]から1967年1月3日まで放送[54]）
- 北陸放送△：月曜 19:00 - 19:30（1963年4月6日開始時点）[55]→日曜 10:00 - 10:30（1964年11月時点）[56]→月曜 19:00 - 19:30[57]（1967年1月2日に最終回[58]）
- 福井放送●（現在●☆）：土曜 19:00 - 19:30[59]（1964年4月4日[60]から1966年12月31日まで放送[61]）
- 東海テレビ◎：火曜 18:15 - 18:45 → 土曜 19:00 - 19:30（1966年12月31日まで放送[62]）
- 関西テレビ◎：火曜 18:15 - 18:45 → 土曜 19:00 - 19:30
- 日本海テレビ● - 当時は鳥取県のみ：火曜 18:15 - 18:45
- 山陰放送△ - 当時は島根県のみ：土曜 19:00 - 19:30
- 山陽放送（現・RSK山陽放送）△ - 当時は岡山県のみ：土曜 19:00 - 19:30
- 広島テレビ●◎（現在●）：火曜 18:15 - 18:45
- 山口放送●（その後●☆→現在●）：火曜 18:15 - 18:45
- 西日本放送● - 当時は香川県のみ
- 四国放送●：火曜 18:15 - 18:45
- 高知放送●：火曜 18:15 - 18:45
- 南海放送●：火曜 18:15 - 18:45
- 九州朝日放送◎☆（第1回〜1964年9月、翌月以降現在まで☆：日曜 9:15 - 9:45 → 土曜 19:00 - 19:30
  - テレビ西日本◎（前月まで●、1964年10月〜最終回）：土曜 19:00 - 19:30
- 長崎放送△：日曜 9:30 - 10:00
- 熊本放送△：土曜 19:00 - 19:30
- 大分放送△：日曜 10:15 - 10:45
- 宮崎放送△：日曜 18:00 - 18:30
- 南日本放送△：土曜 19:00 - 19:30
- 沖縄テレビ（当時独立局、1972年5月の沖縄返還以降現在まで◎）：日曜 20:00 - 20：30

## ネット配信
いずれもYouTubeの「手塚プロダクション公式チャンネル」で行われている・
- 2013年12月19日より本作冒頭部のみが常時無料配信、翌12月20日からは劇場版『宇宙の勇者』の冒頭部も常時無料配信されている。
- 2022年4月4日から同年6月2日まで、第1話から第50話までを4本（第49・50話のみ2本）まとめての期間限定無料配信が行われ、4月8日からは『宇宙の勇者』も6月8日までの期間限定無料配信が行われた。
- 2022年6月6日から同年8月8日まで、第51話から第100話までの配信が行われた。なお第56話「地球防衛隊の巻」と第71話「地球最後の日の巻」は、OPとEDはテレビ版そのままだが、本編は『宇宙の勇者』用に作られたカラー版（前者はオールカラー、後者は一部カラー）を使用している。
- 2022年8月1日から同年10月3日まで、第101話から第150話までの配信が行われた。ただし第125話・第127話・第139話は欠番となる。
- アニメ開始60周年となる2023年1月5日から3月まで、第151話から最終回までの配信が行われた。
- 2024年1月2日から2月28日まで、第1 - 50話（第34話「ミドロが沼の巻」は除く）が2022年4月と同形式で配信、2024年4月4日から5月31日まで、第51 - 100話が2022年6月と同形式で配信、また5月2日からは「ミドロが沼の巻」も期間限定で配信を開始した。
- 2025年6月21日から同年同月28までの予定で、第98話「ゼオの遺産の巻」が同形式で配信されている。

## 補足
- 1983年2月20日（日）、テレビ放送30周年を記念してNHK教育テレビで放送された特別番組『テレビジョン その時代』（第7夜）で、本作の第3話「火星探検」（1963年1月15日放送）が放送された。なお放送形態は次の様に変更された。
  1. オープニング映像は第3期バージョンを使用。
  2. OPと本編の間のCMは、「コマーシャル」のカードに差し替え。
  3. 本編冒頭の「星の紹介」の場面で、様々な星に混ざって、スポンサーである明治製菓の当時のマーク「旭日マーク」が映されていたが、放送ではその部分をマスキングで消した。
  4. エンディングはカット。

- 2013年7月6日（土）午後9時、NHK BSプレミアム「手塚治虫×石ノ森章太郎 TV作品初回・最終回大集合!」にて、第1話と最終回が放送された。なお、第1話のオープニングと本編後半にあった「提供 明治製菓」の部分は削除して放送された。